# Emboîture
Une emboiture est un assemblage mécanique réalisé entre deux pièces par emboîtement. C'est également l'endroit où un élément s'emboîte dans un autre.
En menuiserie, l'emboîture est « une pièce de bois présentant une rainure dans laquelle on emboîte l'extrémité de plusieurs planches pour former un panneau »
En orthopédie, l’emboîture est la partie de la prothèse chargée de recevoir le moignon du membre amputé.
En plomberie, une emboîture consiste en l'élargissement de l'extrémité d'un tuyau pour permettre l'introduction d'un autre. Elle est réalisée par un appareil à emboîture

## Galerie

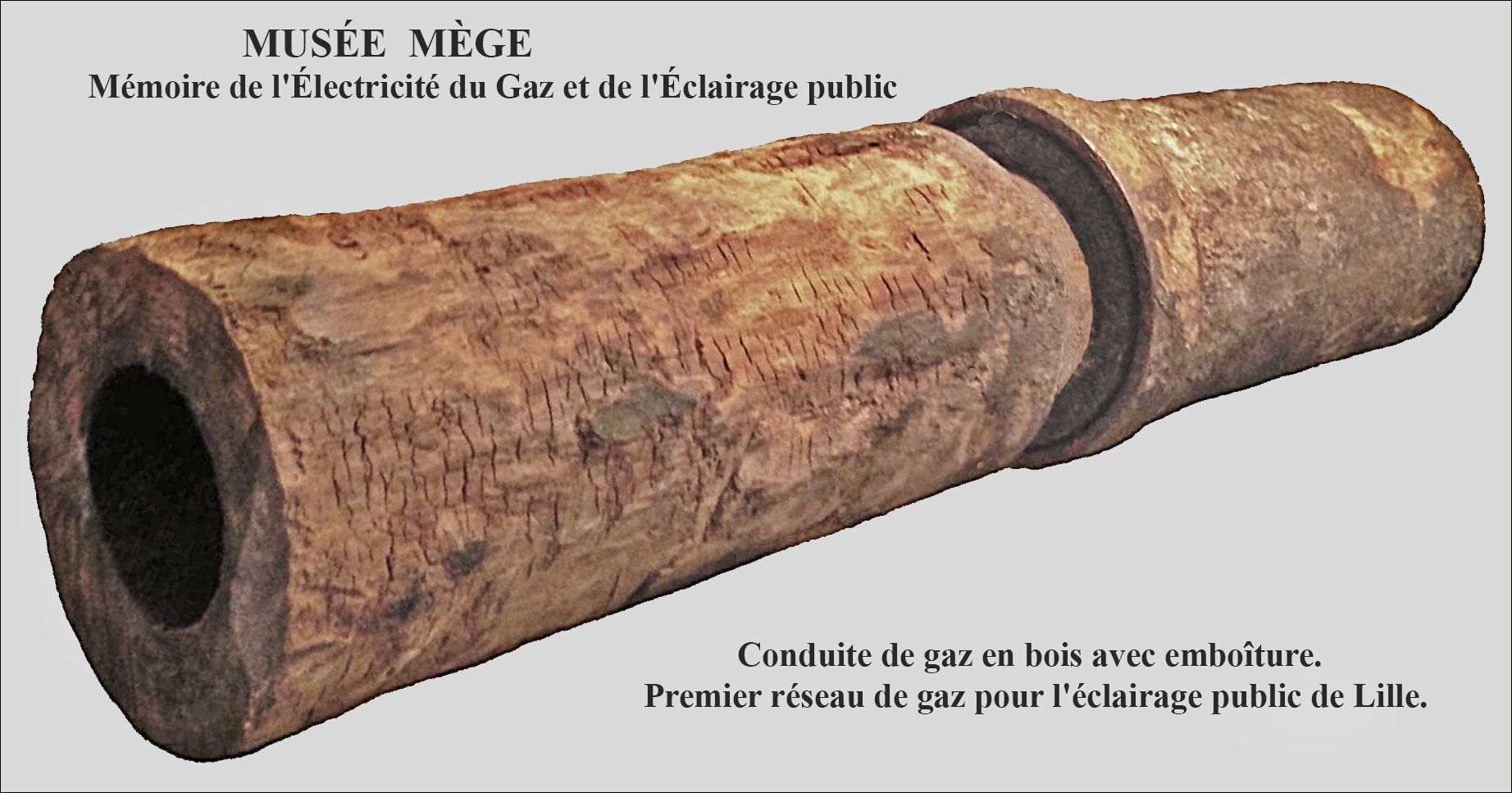
Conduite de gaz en bois avec emboîture.
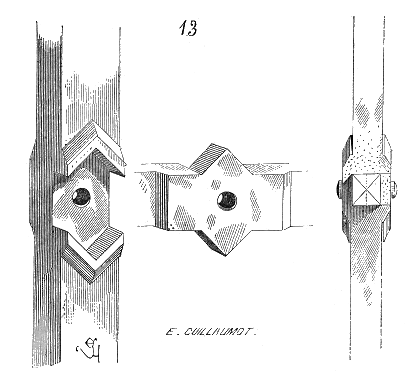
Emboîture de deux pièces métalliques.
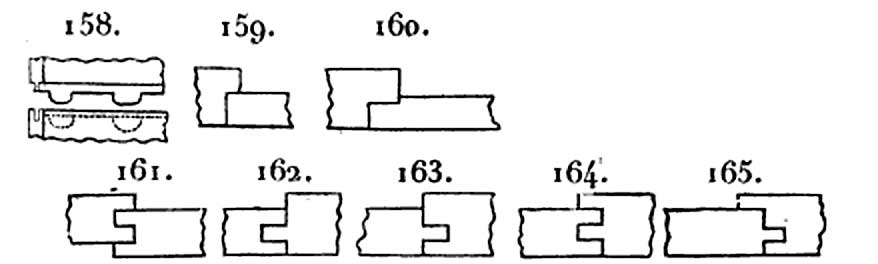
158 – assemblages à emboiture.
L'emboîture est en bleu.